# Roland Garber
Roland Garber   (Viena, 27 d'agost de 1972) és un ciclista austríac, ja retirat, que s'especialitzà en el ciclisme en pista. Fou professional del 2000 al 2005. En el seu palmarès destaca una medalla de plata en madison al Campionat del món en pista del 2002, així com trenta campionats nacionals. El 2000 i 2004 va prendre part en els Jocs Olímpics d'Estiu, on fou cinquè i vuitè respectivament en la prova de madison.

## Palmarès
- 2000
  -  Campió d'Àustria en Velocitat
  -  Campió d'Àustria en Quilòmetre
- 2001
  -  Campió d'Àustria en Quilòmetre
  -  Campió d'Àustria en Madison (amb Franz Stocher)
- 2002
  -  Campió d'Àustria en Velocitat
  -  Campió d'Àustria en Quilòmetre
  -  Campió d'Àustria en Madison (amb Franz Stocher)
  -  Campió d'Àustria en Scratch
- 2003
  -  Campió d'Àustria en Velocitat
  -  Campió d'Àustria en Persecució
  -  Campió d'Àustria en Quilòmetre
  -  Campió d'Àustria en Madison (amb Franz Stocher)
  -  Campió d'Àustria en Scratch
- 2004
  -  Campió d'Àustria en Puntuació
  -  Campió d'Àustria en Persecució
  -  Campió d'Àustria en Quilòmetre
  -  Campió d'Àustria en Scratch
- 2005
  -  Campió d'Àustria en Puntuació
  -  Campió d'Àustria en Quilòmetre
  -  Campió d'Àustria en Madison (amb Patrick Gelosky)
  -  Campió d'Àustria en Scratch
  -  Campió d'Àustria en Òmnium
- 2006
  -  Campió d'Àustria en Madison (amb Patrick Gelosky)
  -  Campió d'Àustria en Scratch
  -  Campió d'Àustria en Òmnium

### Resultats a laCopa del Món
- 2002
  - 1r a Moscou, en Madison
- 2003
  - 1r a la Classificació general, en Scratch